# CW-I
CW-I – polski szybowiec amatorski z okresu międzywojennego.

## Historia
W 1924 roku student Politechniki Lwowskiej Wacław Czerwiński opracował konstrukcję szybowca, który nazwał CW-I, a następnie zbudował jego model w skali 1:10 i wypróbował w locie.

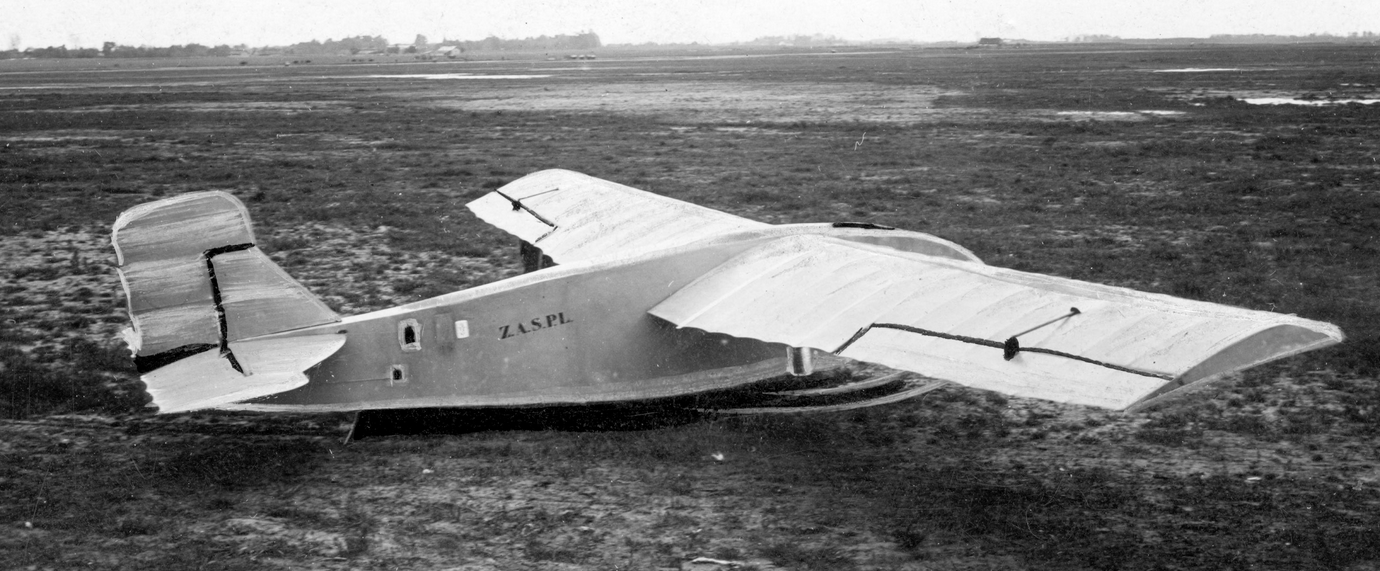
Szybowiec CW-I

W 1924 roku w czasie wakacyjnych praktyk, która odbywał w 2 Pułku Lotniczym w Krakowie, w warsztatach tego pułku zbudował z kolegami kadłub i usterzenie tego szybowca. Części te na wiosnę 1925 roku przewiózł do Lwowa, gdzie w celu kontynuowania prac nad nim powołał Sekcję Techniczną Związku Awiatycznego Studentów Politechniki Lwowskiej, a pieniądze na jego ukończenie uzyskał od LOPP. Początkowo budowano go w remizie Miejskiej Kolei Elektrycznej we Lwowie, następnie w kreślarni Politechniki Lwowskiej. W 1926 roku pokazano go na wystawie Tygodnia LOPP we Lwowie, był już zmontowany ale nie posiadał pokrycia. Pokryto go dopiero na wiosnę 1927 roku po przeniesieniu go do hangaru LOPP na lotnisku Skniłów. Tam też przeprowadzono próby statyczne i w dniu 13 marca 1928 roku wykonano na nim pierwszy lot na holu za samochodem, gdy po wyczepieniu wzniósł się na wysokość 10 m.
W maju 1928 roku grupa studentów zorganizowała I Wyprawę Szybowcową na Łysą Górę koło Złoczowa. Tam też w dniu 26 maja 1928 roku pilot Szczepan Grzeszczyk wykonał lot szybowcem startując ze zbocza góry. W czasie tego lotu pobił on dwa ówczesne rekordy Polski: w długotrwałości lotu szybowca – 4 min. 13 s. i wysokości – 40 m. Podczas startu do drugiego lotu szybowiec uderzył skrzydłem w ziemię i uległ rozbiciu, a pilot doznał obrażeń. Uszkodzony szybowiec został zniszczony w taki sposób, że niecelowa była jego naprawa. Pomimo tego, lot ten potwierdził, że można w Polsce było uprawiać szybownictwo, co wcześniej było negowane, gdyż uważano, że nie ma w Polsce odpowiednich warunków naturalnych do tego typu sportu.

## Użycie w lotnictwie
Szybowiec CW-I był dwukrotnie pokazywany na wystawach LOPP, oraz był użyty w czasie I Wyprawy Szybowcowej na Łysą Górę koło Złoczowa, gdzie uległ zniszczeniu.

## Konstrukcja
Jednomiejscowy szybowiec w układzie wonlnonośnego górnopłata o konstrukcji drewnianej, kryty sklejką i płótnem.
Kadłub o konstrukcji podłużnicowej o przekroju prostokątnym. Część przednia pokryta sklejką, tylna płótnem. Wyposażony w hak do startu z lin gumowych. Kabina pilota odkryta.
Skrzydło trójdzielne, trójdźwigarowe. Do pierwszego dźwigara kryte sklejką, pozostała część kryta płótnem. Wyposażone w lotki o napędzie linkowym. 
Usterzenie poziome dwudzielne usztywnione naciągiem z linek. Statecznik pionowy stanowił część kadłuba. Wszystkie powierzchnie sterowe kryte płótnem.
Podwozie główne składało się z dwóch podkadłubowych płóz i płozy ogonowej.